# Spring viraemia of carp
Spring Viraemia of Carp (SVC of lenteviraemie) is een ernstige virusziekte van karperachtige vissen, waaronder de gewone karper, graskarper en goudvis. De ziekte, die met een mortaliteit van 40 – 90 % hoofdzakelijk in het voorjaar slachtoffers maakt, wordt veroorzaakt door het Spring Viraemia of Carp virus (SVCV), een Spirivirus uit de familie van de rhabdovirussen (Rhabdoviridae).
SVC, dat in 1971 voor het eerst werd beschreven maar in de middeleeuwen mogelijk al slachtoffers maakte, wordt in particuliere (koi)vijvers slechts zelden gezien. Dit omdat de ziekte meestal van wilde karperbestanden afkomstig is en vijvervissen daarmee gewoonlijk niet in contact komen. In de consumptievisteelt (en dan met name in Oost-Europa, waar veel karper wordt gegeten) vormt Spring Viraemia of Carp een substantieel probleem. Grote uitbraken hebben in het verleden tot een behoorlijke kostenpost geleid en daarom staat de aandoening nu al enkele jaren op de lijst van meldingsplichtige ziekten van de Wereldgezondheidsorganisatie voor dieren (OIE).

## Symptomen
Opmerkelijk is dat SVC gewoonlijk bij temperaturen onder de 18 °C optreedt. Getroffen vissen zijn lusteloos en krijgen een donkere kleur. Ze verliezen hun oriëntatievermogen en krijgen langzaam maar zeker ademhalingsproblemen. Puntbloedingen, buikwaterzucht, uitpuilende ogen (exoftalmie) en secundaire aandoeningen worden vaak gezien. Een remedie is nog altijd niet beschikbaar. Wel is men in 2006 een aantal onderzoeken gestart waarbij men de effectiviteit van een SVC-vaccin evalueert. De eerste resultaten zijn veelbelovend. Maar voordat er daadwerkelijk een werkzaam vaccin op de markt komt, zijn we waarschijnlijk weer enkele jaren verder. 